# تامدا نومرسيد
تامدا نومرسيد هي قرية مغربية شمال المملكة. تنتمي تامدا نومرسيد لإقليم أزيلال الساحلي. تضم هذه القرية 11.115 نسمة (إحصاء 2004).